# Ил Воло
„Ил Во̀ло“ (на италиански: Il Volo, букв. „Полетът“) е италианско музикално трио, изпълняващо поп музика и опера. Членове на групата са Джанлука Джинобле, Иняцио Боскето и Пиеро Бароне.
Кариерата им започва след участието им в италианското телевизионно предаване Ti lascio una canzone („Оставям ти една песен“) през 2009 г. Всеки от тях се изявява самостоятелно и накрая победител става Джанлука Джинобле с песента на Андреа Бочели Il mare calmo della sera („Спокойното вечерно море“).
Името на групата е сменено на „Ил Воло“ през есента на 2010 г. През същата година излиза и първият ѝ албум с едноименното заглавие Il Volo и е проведено първото международно турне.
През 2011 г. музикантите изнасят турне в САЩ.
През февруари 2015 г. печелят 65-ото издание на Фестивала на италианската песен в Санремо с песента Grande amore („Голяма любов“) и приемат честта да представят Италия на юбилейното 60-о издание на Песенния конкурс „Евровизия“ същата година. Класирайки се автоматично на големия финал на 23 май, се представят със същата песен и успяват да извоюват почетното трето място в класирането, като са първи в телевота на зрителите.
През 2019 г. участват на 69-ото издание на Санремския фестивал с песента Musica che resta („Музика, която остава“), заемайки трето място.
На 5 юни 2021 г. изнасят концерт в Арената на Верона в чест на починалия през юли 2020 г. италиански композитор Енио Мориконе. През ноември издават албум, посветен на него и озаглавен Il Volo Sings Morricone („Ил Воло“ пее песни на Мориконе“).
През 2024 г. участват на 74-тото издание на Фестивала в Санремо с песента Capolavoro („Шедьовър“), с която се класират на осмо от общо 30 места в общата категория.

## Членове на триото
- Пиеро Бароне (Наро, 24 юни 1993 г.) – тенор
- Иняцио Боскето (Болоня, 4 октомври 1994 г.) – тенор
- Джанлука Джинобле (Розето дели Абруци, 11 февруари 1995 г.) – баритон

- Пиеро Бароне
- Иняцио Боскето
- Джанлука Джинобле

## Дискография

### Студийни албуми
- 2010 – Il Volo
- 2012 – We Are Love
- 2013 – Más que amor
- 2013 – Buon Natale – The Christmas Album
- 2015 – L'amore si muove
- 2018 – Ámame
- 2019 – Musica
- 2021 – Il Volo Sings Morricone
- 2023 – 4 Xmas
- 2024 – Ad astra

### Концертни албуми
- 2012 – Il Volo Takes Flight – Live from the Detroit Opera House
- 2013 – We Are Love – Live from the Fillmore Miami Beach at the Jackie Gleason Theatre
- 2013 – Buon Natale – Live from the Fillmore Miami Beach at Jackie Gleason Theater
- 2015 – Live a Pompei
- 2016 – Notte magica – A Tribute to the Three Tenors (с Пласидо Доминго)

### Сборни албуми
- 2015 – The Platinum Collection

### Миниалбуми
- 2011 – Christmas Favorites

### Сингли
- 2011 – 'O sole mio
- 2011 – Hasta el Final
- 2011 – Christmas Medley
- 2012 – Un amore così grande
- 2013 – Costantemente mia (с Белинда)
- 2013 – Más que amor
- 2013 – We Are Love
- 2013 – El triste
- 2013 – I'll Be Home for Christmas
- 2015 – Grande amore
- 2015 – Canzone per te

## Турнета
- 2011 – Il Volo North American Tour
- 2011 – Il Volo European Tour
- 2012 – Il Volo South American Tour
- 2012 – Il Volo Takes Flight Tour
- 2012 – Barbra Live – Special Guests Chris Botti and Il Volo (като гости на турнето на Барбра Страйсенд)
- 2013 – We Are Love Tour
- 2013 – Más Que Amor Tour
- 2014 – US&Canada Summer Tour
- 2014 – Tour italiano
- 2015 – Sanremo Grande Amore Tour
- 2016 – Grande amore Tour
- 2016 – L'amore si muove Tour
- 2017 – Notte magica Tour
- 2019 – Musica Tour
- 2020 – The Best of Ten Years Tour

## Участия в музикални мероприятия

### Фестивал на италианската песен в Санремо
- Първо място
- Трето място

| Издание | Година | Песен                                     | Автори | Място      | Категория  |
| ------- | ------ | ----------------------------------------- | --- | ---------- | ---------- |
| 65-о    | 2015   | Grande amore („Голяма любов“)             | Текст и музика: Франческо Боча, Чиро Еспозито | 1-во от 16 | „Шампиони“ |
| 69-о    | 2019   | Musica che resta („Музика, която остава“) | Текст: Антонио Кароца, Паскуале Мамаро, Емилио Мунда, Джана Нанини, Пиеро Ромители Музика: Паскуале Мамаро, Емилио Мунда, Джана Нанини, Пиеро Ромители | 3-то от 24 | „Шампиони“ |
| 74-то   | 2024   | Capolavoro („Шедьовър“)                   | Текст и музика: Едуин Робъртс, Стефано Марлета, Майкъл Тениши                                                                                          | 8-о от 30  | обща       |

### Други участия
- 2010 – 60-о издание на Фестивала в Санремо – изп. 'O sole mio, Granada и Un amore così grande
- 2012 – концерт на Нобеловата награда за мир – изп. Il mondo и We Are Love
- 2014 – Новата вълна – изп. Il mondo и 'O sole mio
- 2015 – 60-о издание на „Евровизия“ – Grande amore (3-то място с 292 точки)